# Poeonoma serrata
Poeonoma serrata là một loài bướm đêm trong họ Noctuidae.